# Der Tausch (Trifonow)
Der Tausch (russisch Обмен Obmen) ist eine Erzählung des sowjetischen Schriftstellers Juri Trifonow, die 1969 im Dezemberheft der Moskauer Literaturzeitschrift Nowy Mir und 1973 auf S. 5–62 der Sammlung Langer Abschied, ebenfalls in Moskau, erschien. Der Text gehört zu Trifonows urbaner Prosa – den Moskauer Novellen.
Gegen Ende der 1960er Jahre an der Moskauer Peripherie: Viktor Georgijewitsch Dmitrijew, Vitja gerufen, will sein Wohnungsproblem lösen.

## Handlung
In dieser Satire auf die enervierende Enge in den Wohnhochhäusern spekuliert der 37-jährige Familienvater Vitja bei der dringlichen Lösung seines Wohnungsproblems mit dem Tod seiner an Magenkrebs erkrankten Mutter Xenia Fjodorowna.
Genauer: Als die Mutter aus dem Krankenhaus todkrank entlassen wird, kommt eigentlich Vitjas Ehefrau Lena zuerst auf die Idee von dem Wohnungstausch. Wenn für die Wohnung der Mutter ein einzugswilliger Mieter gefunden wird und die Mutter bei dem Sohn einzieht, dann hat die vierköpfige Familie Anspruch auf größeren Wohnraum. Bei der Verwirklichung dieses Einfalls schickt Lena ihren Vitja vor und agiert sparsam aus dem Hintergrund. Bei alldem hat es auch Vitja, dieser Heuchler, faustdick hinter den Ohren.
Die Mutter will partout nicht umziehen, obwohl sie ihre halbwüchsige Enkelin Natascha und den Sohn Vitja über die Maßen liebt. Das Hindernis ist die böse Schwiegertochter. Xenia Fjodorowna war früher Oberbibliothekarin in einer großen Moskauer Akademiebibliothek gewesen und hatte sich als Pensionärin zum Zeitvertreib ihre Kenntnisse der englischen Sprache autodidaktisch komplettiert, weil sie diese kurzweiligen Krimis im Original konsumieren wollte. Lena, die als professionelle Übersetzerin technischer Literatur aus dem Englischen arbeitet, hatte die Aussprache der Englisch erlernenden Xenia belacht und somit deren Zorn auf sich gezogen.
Der Büroarbeiter Vitja, der vor Jahren schon als Techniker die Universität absolviert und seine Dissertation an den Nagel gehängt hat, kennt sich mit dem Prozedere eines Wohnungstausches bei der Moskauer kommunalen Wohnungsverwaltung überhaupt nicht aus. Er wendet sich an Tanja, Mutter des 11-jährigen Alik. Seine 34-jährige ehemalige Geliebte Tanja, jetzt geschieden, vermittelt ein Gespräch mit einem ihrer Arbeitskollegen. Dieser Herr teilt Vitja den ersten erforderlichen Schritt beim Wohnungstausch generös mit. Tanja geht noch weiter. Die 34-Jährige nimmt Vitja nach Dienstschluss mit in ihre Wohnung und gibt ihm Geld. Vitja, der nach 14-jähriger Ehe mit Lena immer noch meint, Tanja wäre die bessere Partie gewesen, nutzt die gebotene Gelegenheit zum Beischlaf nicht aus und macht sich mit dem Gelde schleunigst aus dem Staube. Tanja ist ihm zu mager. Bei seiner Mutter, die sich in der Wohnung ihrer Tochter Lora aufhält, weiß Mitja nicht, wie er den Wohnungstausch zur Sprache bringen soll. Die Umstände kommen ihm zu Hilfe. Lora will mit ihrem Mann, Felix, unbedingt ihre alljährliche Expedition nach Kunja unternehmen. Als Vitja der Mutter den Umzug in dem Kontext vorschlägt, lehnt die Kranke ab. Ein paar Tage später sagt Xenia Fjodorowna, die solche Sehnsucht nach der Enkelin Natascha hat und ihrer Tochter Lora nicht im Wege stehen möchte, zu.
Beim ersten Anlauf können die bürokratischen Hürden in der Moskauer kommunalen Wohnungsverwaltung nicht überwunden werden. Im zweiten Versuch gelingt dies – neuerdings mit praktisch erworbenem Bürokratiewissen bestens gerüstet – tatsächlich. Doch die Mutter ist inzwischen ihrer Krankheit erlegen.

## Rezeption
- Reinhard Baumgart kritisiert am 4. Juni 1976 in der Zeit[3], die Winkelzüge Veras und Vitjas erscheinen als ein wenig zu durchschaubar.
- Ralf Schröder sieht im April 1982[4] die Satire als den – oben im Artikel nicht geschilderten – Zusammenprall der grundverschiedenen Familien Lenas und Vitjas.

## Adaptionen

### Hörspiel
- 1976, Rundfunk der DDR: Der Tausch[5], Hörspiel von Joachim Staritz  mit  Dieter Mann, Käthe Reichel, Kurt Böwe, Angelika Waller, Gudrun Ritter, Carola Braunbock, Gerd Ehlers, Wolfram Handel, Günter Sonnenberg, Karin Schröder und Dieter Wien mit Musik von Reiner Bredemeyer. 2016 und 2017 bei MDR Kultur und DLF erneut gesendet.

### Verfilmung
- 1977, Sowjetunion: Der Tausch, Spielfilm von  Raimondas Wabalas[6] mit Girts Jakowlews[7] und Walentina Titowa[8][9]

### Deutschsprachige Ausgaben
Deutsche Erstausgabe
- Helen von Ssachno (Hrsg.): Jurij Trifonow: Der Tausch. Aus dem Russischen von Alexander Kaempfe und Helen von Ssachno. Piper Verlag (Serie Piper 79), München 1974, ISBN 3-492-00379-6

Ausgaben
- Juri Trifonow: Moskauer Novellen. Der Tausch. Deutsch von Corinna und Gottfried Wojtek. S. 251–314 in Juri Trifonow: Ausgewählte Werke. Band 2 Verlag Volk und Welt, Berlin 1983 (1. Aufl., verwendete Ausgabe)

### Sekundärliteratur
- Ralf Schröder (Hrsg.): Juri Trifonow: Ausgewählte Werke. Band 4.  Verlag Volk und Welt, Berlin 1983 (1. Aufl.)